# Siripong Kongjaopha
Siripong Kongjaopha (thailändisch สิริพงษ์ คงเจ้าป่า, * 4. Februar 1997), auch als Aum bekannt, ist ein thailändischer Fußballspieler.

## Karriere
Siripong Kongjaopha erlernte das Fußballspielen in der Jugendmannschaft des Erstligisten Bangkok United in Bangkok. Hier unterschrieb er 2017 auch seinen ersten Profivertrag. Von 2017 bis Mitte 2018 spielte er viermal in der ersten Liga, der Thai League. Die Rückserie 2018 wurde er an den Ligakonkurrenten Pattaya United nach Pattaya ausgeliehen. Hier kam er einmal zum Einsatz. Die Saison 2019 wechselte er ebenfalls auf Leihbasis zu Air Force United. Der Hauptstadtclub spielte in der zweiten Liga, der Thai League 2. 2020 kehrte er zu Bangkok United zurück und wird hier in der zweiten Mannschaft eingesetzt. Die zweite Mannschaft spielte in der vierten Liga, der Thai League 4, in der Bangkok Region. Mitte 2020 verließ Bangkok United und schloss sich dem Erstligaabsteiger Chainat Hornbill FC aus Chainat an. Für Chainat absolvierte er fünf Zweitligaspiele. Ende 2020 wurde sein Vertrag nicht verlängert. Am 1. Januar 2021 wechselte er für den Rest der Saison zum Drittligisten Lamphun Warriors FC. Mit dem Verein aus Lamphun spielte er in der Northern Region der Liga. Am Ende der Saison feierte er mit dem Verein die Meisterschaft sowie den Aufstieg in die zweite Liga. Nach dem Aufstieg verließ er den Verein und schloss sich dem in der Western Region spielenden Singha Golden Bells Kanchanaburi FC an. Hier stand er bis Mitte Dezember 2023 unter Vertrag. Für Kanchanaburi bestritt er insgesamt 44 Ligaspiele. Mitte Dezember 2023 unterschrieb er einen Vertrag beim Drittligisten Bangkok FC. Mit dem Hauptstadtverein spielte er in der Bangkok Metropolitan Region. Die Saison 2023/24 feierte er mit dem Bangkok FC die Meisterschaft der Region sowie den Aufstieg in die zweite Liga. Nach insgesamt 39 Ligaspielen wechselte er im August 2025 in die dritte Liga. Hier schloss er sich in Sattahip dem in der Eastern Region spielenden Navy FC an.

## Erfolge
Bangkok United
- Thailändischer Pokalfinalist: 2017

Lamphun Warriors FC
- Thai League 3 – North: 2020/21  ▲

Bangkok FC
- Thai League 3 – Bangkok Metropolitan: 2023/24  ▲